# Main Event der World Series of Poker 2019
Das Main Event der World Series of Poker 2019 war das Hauptturnier der 50. Austragung der Poker-Weltmeisterschaft in Paradise am Las Vegas Strip. Es wurde vom 3. bis 16. Juli 2019 ausgespielt.

## Turnierstruktur

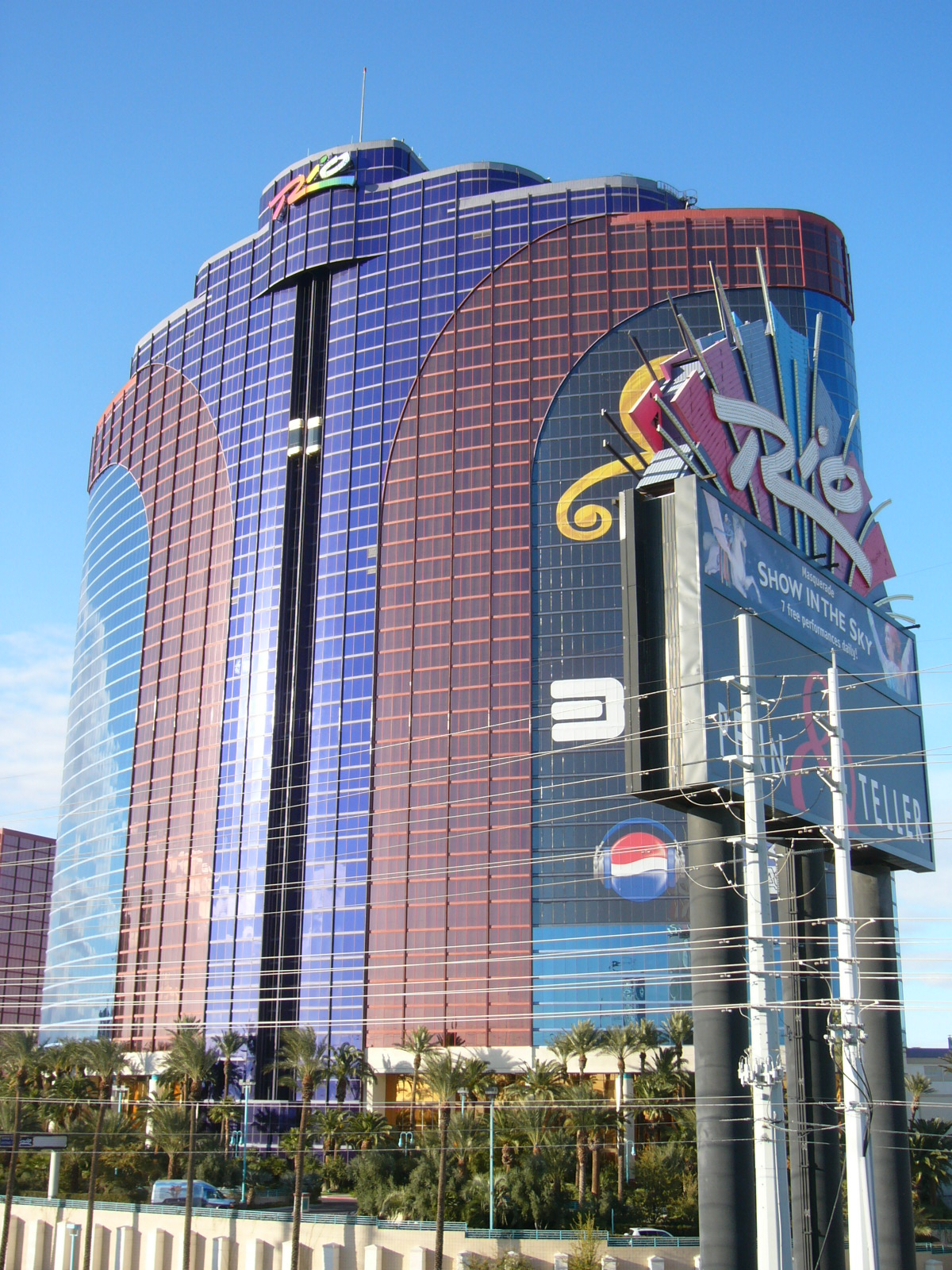
Das Rio All-Suite Hotel and Casino am Las Vegas Strip

Die Anmeldung des Hauptturniers der World Series of Poker in der Variante No Limit Hold’em war auf die drei Tage vom 3. bis 5. Juli 2019 verteilt. Anschließend wurde bis zum siebten Turniertag am 12. Juli gespielt, nach dem nur noch neun Spieler verblieben. Der Finaltisch wurde vom 14. bis 16. Juli 2019 gespielt. Das gesamte Turnier wurde im Rio All-Suite Hotel and Casino in Paradise ausgetragen. Die insgesamt 8569 Teilnehmer, darunter 350 Frauen, mussten ein Buy-in von je 10.000 US-Dollar zahlen, für sie gab es 1286 bezahlte Plätze. Beste Frau war Jill Bryant, die den 116. Platz für knapp 60.000 US-Dollar belegte.

## Übertragung
Der US-amerikanische Fernsehsender ESPN und die kostenpflichtige Streaming-Website PokerGO übertrugen in Zusammenarbeit mit Poker Central täglich mehrere Stunden des Turniers live.

## Deutschsprachige Teilnehmer
Hossein Ensan gewann nach Pius Heinz (2011) als zweiter Deutscher das Main Event. Folgende deutschsprachige Teilnehmer konnten sich im Geld platzieren:
| Platz | Herkunft    | Spieler              | Preisgeld (in $) |
| ----- | ----------- | -------------------- | ---------------- |
| 0001  | Deutschland | Hossein Ensan        | 10.000.000       |
| 0010  | Deutschland | Robert Heidorn       | 00.800.000       |
| 0013  | Deutschland | Viktor Rau           | 00.600.000       |
| 0017  | Deutschland | Enrico Rudelitz      | 00.400.000       |
| 0031  | Deutschland | Christopher Ahrens   | 00.261.430       |
| 0033  | Deutschland | Thomer Pidun         | 00.261.430       |
| 0044  | Osterreich  | David Vedral         | 00.211.945       |
| 0066  | Deutschland | Tobias Duthweiler    | 00.117.710       |
| 0088  | Deutschland | Henning Wendlandt    | 00.082.365       |
| 0114  | Deutschland | Thomas Schröpfer     | 00.059.295       |
| 0148  | Osterreich  | Roland Rokita        | 00.059.295       |
| 0168  | Deutschland | Robin Hegele         | 00.050.855       |
| 0185  | Schweiz     | Elias Gutierrez      | 00.050.855       |
| 0197  | Deutschland | Christian Liel       | 00.050.855       |
| 0215  | Schweiz     | Fabian Scherle       | 00.050.855       |
| 0221  | Schweiz     | Felix Bleiker        | 00.050.855       |
| 0222  | Deutschland | Patrice Brandt       | 00.050.855       |
| 0313  | Deutschland | Christian Stratmeyer | 00.038.240       |
| 0342  | Deutschland | Christian Rudolph    | 00.038.240       |
| 0403  | Deutschland | Oskar Prehm          | 00.034.845       |
| 0414  | Deutschland | Thomas Hambrock      | 00.034.845       |
| 0459  | Deutschland | Igor Merda           | 00.030.780       |
| 0460  | Deutschland | Manuel Mutke         | 00.030.780       |
| 0499  | Schweiz     | Ricardo Graells      | 00.027.390       |
| 0542  | Osterreich  | Artur Koren          | 00.024.560       |
| 0606  | Osterreich  | Phillip Hartmann     | 00.022.190       |
| 0612  | Deutschland | Piet Pape            | 00.022.190       |
| 0644  | Deutschland | Homan Mohammadi      | 00.022.190       |
| 0659  | Deutschland | Nidal Echaust        | 00.022.190       |
| 0669  | Osterreich  | Lucas Fritz          | 00.020.200       |
| 0704  | Deutschland | Anton Morgenstern    | 00.020.200       |
| 0715  | Deutschland | Marius Pospiech      | 00.020.200       |
| 0771  | Osterreich  | Thomas Mühlöcker     | 00.018.535       |
| 0784  | Deutschland | Christian Christner  | 00.018.535       |
| 0790  | Deutschland | Simon Welsch         | 00.018.535       |
| 0843  | Deutschland | Robert Schulz        | 00.018.535       |
| 0857  | Deutschland | Martin Stoller       | 00.018.535       |
| 0867  | Deutschland | Andreas Bölling      | 00.017.135       |
| 0895  | Deutschland | Sebastian Dornbracht | 00.017.135       |
| 0901  | Schweiz     | Rachid Amamou        | 00.017.135       |
| 0971  | Deutschland | Kilian Kramer        | 00.015.970       |
| 1002  | Deutschland | Fabian Gumz          | 00.015.970       |
| 1103  | Schweiz     | Stefan Huber         | 00.015.000       |
| 1117  | Deutschland | Andreas Wagner       | 00.015.000       |
| 1142  | Deutschland | Martin Heubeck       | 00.015.000       |
| 1164  | Deutschland | Jan Schwippert       | 00.015.000       |
| 1192  | Deutschland | Peyman Luth          | 00.015.000       |
| 1196  | Deutschland | Kai Lanser           | 00.015.000       |
| 1210  | Deutschland | Hans Joachim Hein    | 00.015.000       |
| 1219  | Deutschland | Max Altergott        | 00.015.000       |
| 1273  | Deutschland | Patrick Herbert      | 00.015.000       |
| 1285  | Osterreich  | Roman Lanzerstorfer  | 00.015.000       |

## Finaltisch
Der Finaltisch wurde vom 14. bis 16. Juli 2019 gespielt. Der in Münster lebende Deutsch-Iraner Hossein Ensan startete als deutlicher Chipleader. Mit seinen 55 Jahren war Ensan auch der älteste Spieler am Tisch, der jüngste Spieler war der Brite Nick Marchington, der mit seinen 21 Jahren gerade das Mindestalter aufweisen konnte. Mit Erreichen des Finaltischs hatten alle Spieler ein Preisgeld von einer Million US-Dollar sicher. Der Serbe Miloš Škrbić musste als erster Spieler den Tisch verlassen, nachdem sein A♠ J♥ im Blindbattle gegen Kevin Maahs’ A♣ Q♥ unterlegen hatte. Wenig später musste Timothy Su seine letzten Chips lassen. Er hatte 3♦ 3♣ All-in gestellt und verlor damit gegen Ensans A♦ J♠, der seine Hand in ein Full House verwandeln konnte. Knapp zwei Stunden später nahm Ensan mit Marchington einen weiteren Spieler vom Tisch, nachdem seine K♣ K♠ gegen Marchingtons A♦ 7♣ gehalten hatten. Der erste Finaltag endete mit dem Ausscheiden von Zhen Cai, dessen A♠ K♦ gegen Maahs’ 9♣ 9♠ keine Hilfe erhielt. Nach dem ersten Finaltag führte Ensan das Feld weiterhin als Chipleader an.
Zu Beginn des zweiten Finaltags konnte zunächst Dario Sammartino seinen Chipstack mit A♦ J♠ gegen Ensans T♠ T♦ verdoppeln. Letzterer konnte seinen Chiplead nach einem misslungenen Bluff von Gates jedoch wieder ausbauen und hatte fortan mehr als die Hälfte aller im Spiel befindlichen Chips vor sich stehen. Nach rund dreieinhalb Stunden am zweiten Finaltag schied mit Maahs der erste Spieler aus. Sein A♥ T♥ hatte gegen Ensans 9♠ 9♥ keine Hilfe erhalten. Wenig später musste auch Gates seinen Platz räumen, der mit 6♠ 6♣ in Alex Livingstons Q♠ Q♦ gelaufen war. Anschließend war der neunte Turniertag beendet. Bei drei verbliebenen Spielern hielt Ensan mehr als 60 Prozent aller Chips im Spiel.
Am zehnten und letzten Turniertag verdoppelte Sammartino, wie schon am Vortag, seinen Chipstack früh gegen Ensan. Sein A♠ J♠ machte auf dem River die Straight gegen Ensans 6♥ 6♣. Rund zwei Stunden später gab es mit Livingston einen neuen Chipleader, nachdem dieser zuvor einige kleinere Pots gewonnen hatte. Anschließend verdoppelte Sammartino seine Chips mit T♠ 6♦ gegen Livingstons K♦ K♥, nachdem am Turn bei einem Board von Q♣ 6♥ 4♥ T♣ alle Chips in die Mitte gegangen waren. Livingston war nun der Shortstack und musste weitere Verluste einstecken; Sammartino übernahm indes erstmals den Chiplead. Nach rund dreieinhalb Stunden Spielzeit am letzten Tag des Turniers verlor Livingston dann seine letzten Chips an Ensan, der sein A♣ J♦ mit A♠ Q♦ dominiert hatte und hielt. Das entscheidende Heads-Up begann Ensan als knapper Chipleader. Dort übernahm Sammartino dann schnell wieder die Führung, die sich Ensan in den folgenden 45 Minuten jedoch wieder zurück erkämpfte. Weitere 50 Minuten später hatte Letzterer seine Führung auf einen 2:1-Chiplead ausgebaut. Nach vielen kleinen Pots brachte die 301. Hand am Finaltisch die Entscheidung: Sammartino hatte bei einem Board von T♠ 6♠ 2♦ 9♣ seine Hand 8♠ 4♠ am Turn All-in gestellt und Ensan mit K♥ K♣ gecallt. Der Italiener hatte sowohl einen Flush- als auch einen Straight-Draw, konnte seine Hand jedoch mit der Q♣ nicht verbessern. Ensan gewann nach Pius Heinz im Jahr 2011 als zweiter Deutscher die Poker-Weltmeisterschaft und sicherte sich ein Bracelet sowie die Siegprämie von 10 Millionen US-Dollar.
Ein von Drew Amato am Finaltisch geschossenes Foto von Sammartino wurde später als Pokerfoto des Jahres 2019 mit einem Global Poker Award ausgezeichnet.
| Platz | Herkunft               | Spieler          | Alter * | Preisgeld (in $) |
| ----- | ---------------------- | ---------------- | ------- | ---------------- |
| 1     | Deutschland            | Hossein Ensan    | 55      | 10.000.000       |
| 2     | Italien                | Dario Sammartino | 32      | 06.000.000       |
| 3     | Kanada                 | Alex Livingston  | 32      | 04.000.000       |
| 4     | Vereinigte Staaten     | Garry Gates      | 37      | 03.000.000       |
| 5     | Vereinigte Staaten     | Kevin Maahs      | 27      | 02.200.000       |
| 6     | Vereinigte Staaten     | Zhen Cai         | 35      | 01.825.000       |
| 7     | Vereinigtes Konigreich | Nick Marchington | 21      | 01.525.000       |
| 8     | Vereinigte Staaten     | Timothy Su       | 25      | 01.275.000       |
| 9     | Serbien                | Miloš Škrbić     | 30      | 01.000.000       |